# Badagumijaru, Mangalore
Badagumijaru là một làng thuộc tehsil Mangalore, huyện Dakshina Kannada, bang Karnataka, Ấn Độ.